# Yli-Maaria
Yli-Maaria est un quartier du district Maaria-Paattinen à Turku en Finlande,.

## Description
Le quartier de Maaria est situé au nord de Turku.
La zone est bâtie de maisons individuelles dispersées.
Les services comprennent K-Market, S-Market, station-service St1, pâtisserie café-restaurant, pharmacie, salle paroissiale et école primaire Ypsilon, achevée en 2018, qui dispose également d'une bibliothèque.